# Betula alleghaniensis
El abedul amarillo del Canadá  o, simplemente, abedul amarillo (Betula alleghaniensis), es una especie de abedul perteneciente a la familia de las betuláceas.

## Descripción
Se trata de un árbol caducifolio de tamaño mediano que alcanza los 20 m de altura (excepcionalmente 30 m), con un tronco de hasta 80 cm de diámetro. La corteza es lisa, de color amarillo-bronce, con descamación fina en tiras horizontales y, a menudo negra con pequeñas marcas y cicatrices. Las ramitas, cuando se raspan, tienen un ligero aroma de aceite de gaulteria, aunque no tan fuerte como el de Betula lenta. Las hojas son alternas, ovadas con 6-12 cm de largo y 4-9 cm de ancho, con un margen finamente serrado. Las flores son polinizadas por el viento y tienen un amento de 3-6 cm de largo, las masculinas pendulares, las femeninas erectas. El fruto, que madura en el otoño, se compone de numerosas y diminutas semillas aladas envasadas entre las brácteas.

## Distribución geográfica
Es nativo del este de América del Norte, desde Nueva Escocia, Nuevo Brunswick y el sur de Quebec al oeste de Minnesota, y el sur en las Montañas Apalaches en el norte de Georgia (Estados Unidos).

## Usos

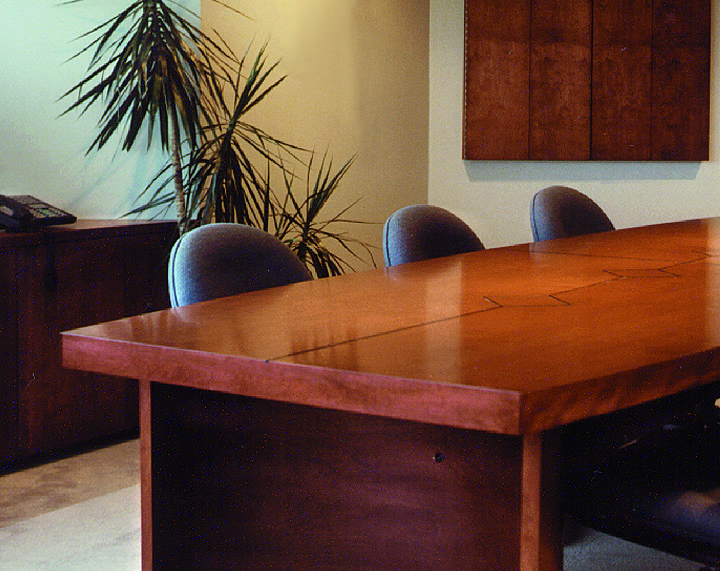
Escritorio elaborado con madera de abedul amarillo.

Betula alleghaniensis es el árbol símbolo de la provincia de Quebec, donde se denomina merisier, un nombre que en Francia se utiliza para el cerezo silvestre.
El nombre común del «abedul amarillo» refleja el color de su corteza.
La madera de Betula alleghaniensis es ampliamente utilizada para pisos, muebles, gabinetes y palillos para los dientes. La mayoría de la madera de abedul que se vende en América del Norte es a partir de este árbol. Varias especies de lepidópteros la utilizan como alimento para sus larvas.

## Taxonomía
Betula alleghaniensis fue descrita por Nathaniel Lord Britton y publicado en Bulletin of the Torrey Botanical Club 31(3): 166. 1904.

### Etimología
Betula nombre genérico que dieron los griegos al abedul.
alleghaniensis: epíteto toponímico (de Montes de Allegheny''). 
Sinonimia
- Betula excelsa Pursh
- Betula lenta var. lutea Regel
- Betula lutea F.Michx.
- Betula lutea var. alleghaniensis (Britton) Rehder
- Betula lutea f. fallax Fassett
- Betula lutea f. macrolepis (Fernald) Fernald
- Betula lutea var. macrolepis Fernald
- Betula lutea var. persicifolia Dippel
- Betula persicifolia K.Koch[3]